# The Co(te)lette Film
The Co(te)lette Film is de verfilming van de gelijknamige dansvoorstelling van de Belgische choreografe Ann Van den Broek (WArd/waRD BE/NL) door de Britse regisseur Mike Figgis.
In The Co(te)lette Film dansen drie vrouwen in een nogal intieme atmosfeer, geprangd tussen verlangen en bevrediging. Zonder confrontatie, rivaliteit, verhaal, oplossing of einde: het verhaal van Co(te)lette is rusteloos en leeg.
De dansvoorstelling won in het seizoen 2007/2008 de Zwaan voor de meest indrukwekkende dansproductie. Dat is de meest prestigieuze dansprijs van Nederland die wordt uitgereikt door de Vereniging van Schouwburg-en Concertgebouwdirecties.
The Co(te)lette Film is een productie van het Brusselse productiehuis Savage Film, het Britse Red Mullet, het Belgisch/Nederlands dansgezelschap WArd/WaRD en het Nederlandse NPS en kwam tot stand met de steun van het Nederlandse Mediafonds en het Vlaams Audivisueel Fonds (VAF).

## Overig
- regie: Mike Figgis
- concept en choreografie: Ann Van den Broek
- dans: Frauke Mariën, Cecilia Moisio en Judit Ruiz Onandi
- extra’s and understudy’s: Erin Harty, Karen Lamberts en Emma Seresia
- special extra’s: Lie Antonissen en Surah Dohnke
- première: 19 oktober 2010, Filmfestival Gent (B)